# Castlewood (Wirginia)
Castlewood – jednostka osadnicza w Stanach Zjednoczonych, w stanie Wirginia, w hrabstwie Russell.